# Tanusia
Tanusia is een geslacht van rechtvleugeligen uit de familie sabelsprinkhanen (Tettigoniidae). De wetenschappelijke naam van dit geslacht is voor het eerst geldig gepubliceerd in 1874 door Stål.

## Soorten
Het geslacht Tanusia omvat de volgende soorten:
- Tanusia aridifolia Stoll, 1787
- Tanusia arrosa Brunner von Wattenwyl, 1884
- Tanusia brullaei Blanchard, 1840
- Tanusia colorata Serville, 1838
- Tanusia corrupta Vignon, 1923
- Tanusia cristata Serville, 1838
- Tanusia decorata Walker, 1870
- Tanusia erosifolia Brunner von Wattenwyl, 1895
- Tanusia illustrata Serville, 1838
- Tanusia infecta Brunner von Wattenwyl, 1884
- Tanusia signata Vignon, 1923
- Tanusia sinuosa Stål, 1873
- Tanusia undulata Brunner von Wattenwyl, 1895
- Tanusia versicolor Vignon, 1923